# Mario Masini (Künstler)
Mario Masini (* 27. November 1943 in Lausanne, heimatberechtigt in Saint-Prex) ist ein Schweizer bildender Künstler. Sein Werk umfasst Malerei, Lithografien, Collagen, Plastiken und Szenografie.

## Werk
Mario Masini lebt und arbeitet in Prilly und ist seit 1973 freischaffender Künstler. 1978 erhielt er den Alice Bailly Preis und unterrichtete während mehreren Jahren einen Tag in der Woche als Kunstlehrer an einem Gymnasium bei Montreux.
Ab 1981 schuf er zahlreiche Radierungen insbesondere für die Editions Raymond Meyer, Patrick Cramer, Eliane Vernay, de l'Ephémère, ICard, du Multiple und Context Kenwin. Masini verwendet verschiedene Techniken und Materialien: Kohle, Asche, Sand, Kreide, Tinte, Acryl und Öl, die mit Reliefs-, Collagen- und Kalligrafietechniken kombiniert werden. Räumlich-sphärische Gestaltungsprinzipien werden mit strengen geometrischen Formen in der Ebene und raffinierten Farbkompositionen zusammengebracht.
Masini ist Mitglied der Sektion Lausanne der GSMBA und stellte seine Werke in zahlreichen Gruppen- und Einzelausstellungen aus. Seine Werke sind in öffentlichen Sammlungen vertreten, u. a. in Museen in Paris, Vevey, Payern, Sitten und Lausanne.